# Pławniowice
Pławniowice (en allemand : Plawniowitz) est une localité polonaise de la gmina de Rudziniec, située dans le powiat de Gliwice en voïvodie de Silésie.

## Géographie

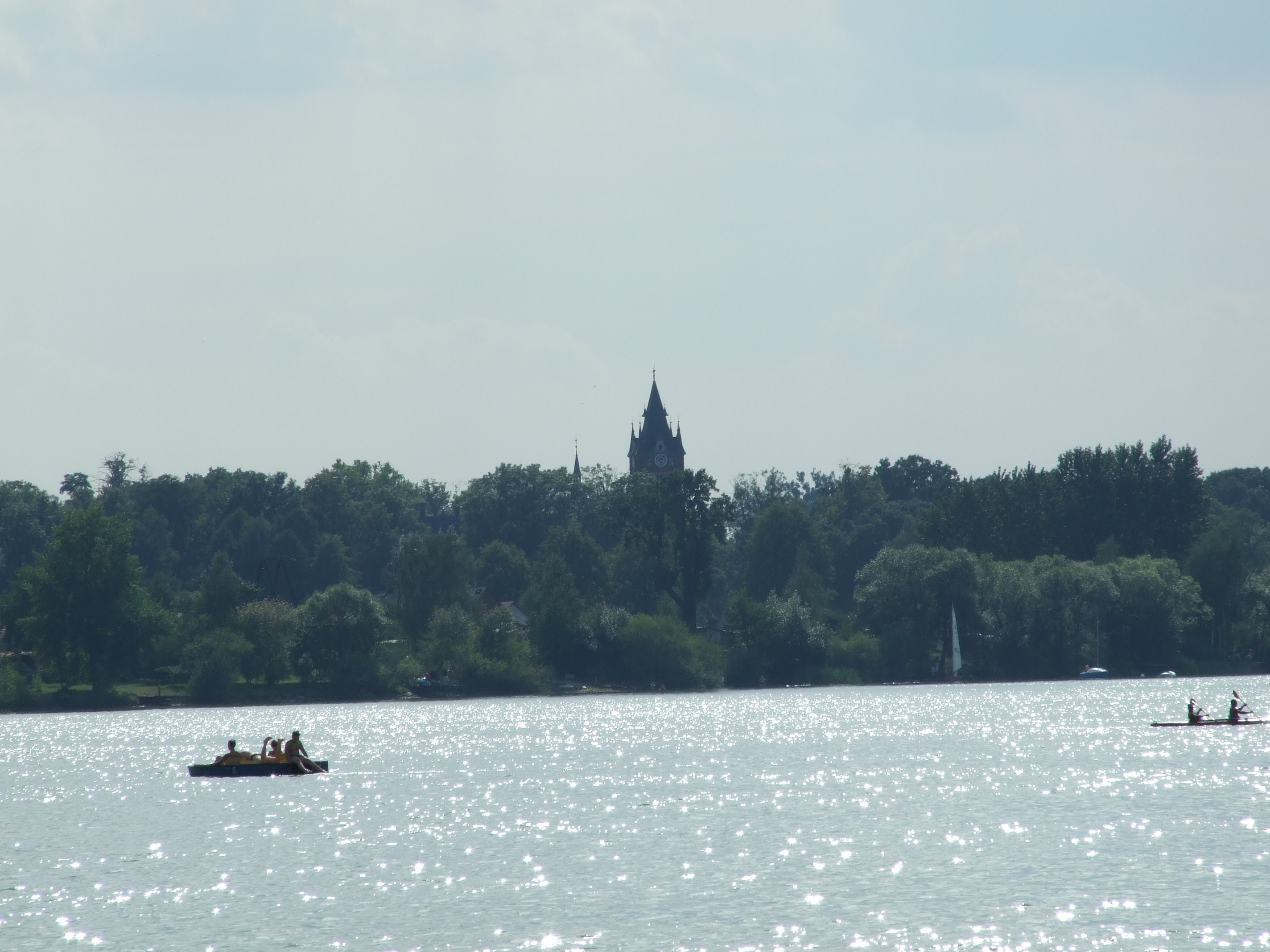
Vue sur le lac de Pławniowice.

La localité est située sur la rivière Kłodnica dans la région historique de Haute-Silésie. Elle se trouve à 19 kilomètres au nord-ouest de Gliwice et à 41 kilomètres à l'ouest de Katowice.
L'autoroute A4 traverse la région au sud du village.

## Histoire
Le lieu est mentionné pour la première fois dans un acte de 1317. Au Moyen-Âge tardif, la zone faisait partie du duché de Silésie, puis du duchés d'Opole, de Strzelce et de Bytom sous la suprématie de la couronne de Bohême. Dévastée par les invasions mongoles en 1241 elle fut reconstruite au cours de la colonisation germanique. On a églaement exploité le fer des marais répandu dans cette contrée.
Après la première guerre de Silésie, en 1742, la plupart de la Silésie fut annexée par le royaume de Prusse. Incorporée dans la province de Silésie, la commune de Plawniowitz appartenait au district d'Oppeln.
En 1737, le domaine a été acquis par la famille von Stechow. Un château fut construit qui fut reconstruit dans le style néo-Renaissance sous la famille von Ballestrem entre 1882 et 1885.
Les résultats de la plébiscite de Haute-Silésie en 1921 donnent 222 voix pour le rattachement à l'Allemagne et 437 suffrages pour la Pologne ; néanmoins, Plawniowitz est restée sous l'administration allemande.
La région fut conquise par l'Armée rouge à la fin de la Seconde Guerre mondiale en 1945. C'est dans le château de Plawniowitz que le maréchal Ivan Koniev tint brièvement ses quartiers généraux, empêchant sa  dévastation. Rattachée à la réüublique de Pologne, la population germanophone restante était expulsée.